# Зміїношия черепаха МакКорда
Зміїношия черепаха МакКорда (Chelodina mccordi) — вид черепах з роду Австралійська зміїношийна черепаха родини Змієшиї черепахи. Отримала свою назву на честь американського герпетолога Вільяма МакКорда. Має 3 підвиди.

## Опис
Загальна довжина карапаксу досягає 21,5 см. Спостерігається статевий диморфізм: самиці більші за самців. Голова помірного розміру. Шия значно коротша за інших представників свого роду. Карапакс овальної форми, розширюється до центру. На ньому є багато зморшок уздовж спини. Пластрон у цієї черепахи доволі великий. Лапи мають великі плавальні перетинки.
Карапакс світлий, сірувато-коричневого або майже темно-коричневого забарвлення. Пластрон жовто-білого кольору. У деяких особин на пластроні можуть бути світло-коричневі плями. Шкіра зверху сірого кольору, знизу — більш білого.

## Спосіб життя
Полюбляє прісноводні озера, болота, рисові поля та іригаційні канали. Харчується рибою, земноводними та безхребетними.
Самиця відкладає від 8 до 9 яєць овальної форми. Розмір яєць 30×22 мм, вага — 8 г. Термін інкубації досягає 2—3 місяців. У новонароджених черепашенят помаранчево-сірий пластрон й шкіра нижньої частини тіла. З однієї кладки черепашенята можуть вилуплюватися з різницею у 30 днів.

## Розповсюдження
Мешкає на о. Роті (Індонезія) та Східному Тиморі.

## Підвиди
- Chelodina mccordi mccordi
- Chelodina mccordi roteensis
- Chelodina mccordi timorensis